# ویکتوریا ویلج
ویکتوریا ویلج (انگلیسی: Victoria Village) گاهی اوقات به عنوان سلوآنه (پس از خیابان اصلی منطقه) شناخته می‌شود، محله ای در شهر تورنتو، انتاریو، کانادا است که از غرب توسط دره رود دون (انتاریو) محدود می‌شود.